# Paussoptinus brevipennis
Paussoptinus brevipennis is een keversoort uit de familie klopkevers (Ptinidae). De wetenschappelijke naam van de soort werd in 1909 gepubliceerd door Maurice Pic in Michaelsen & Hartmeyor.